# Burträsks distrikt
Burträsks distrikt är ett distrikt i Skellefteå kommun och Västerbottens län. Distriktet ligger omkring Burträsk i mellersta Västerbotten. 

## Tidigare administrativ tillhörighet
Distriktet inrättades 2016 och utgörs av en del av Burträsks socken i Skellefteå kommun.
Området motsvarar den omfattning Burträsks församling hade 1999/2000 och fick 1919 efter utbrytning av Kalvträsks församling.

## Tätorter och småorter
I Burträsks distrikt finns två tätorter och fyra småorter.

### Tätorter
- Burträsk
- Bygdsiljum

### Småorter
- Bodbysund
- Lappvattnet
- Mjövattnet
- Nedre Åbyn